# Arkusik (filatelistyka)

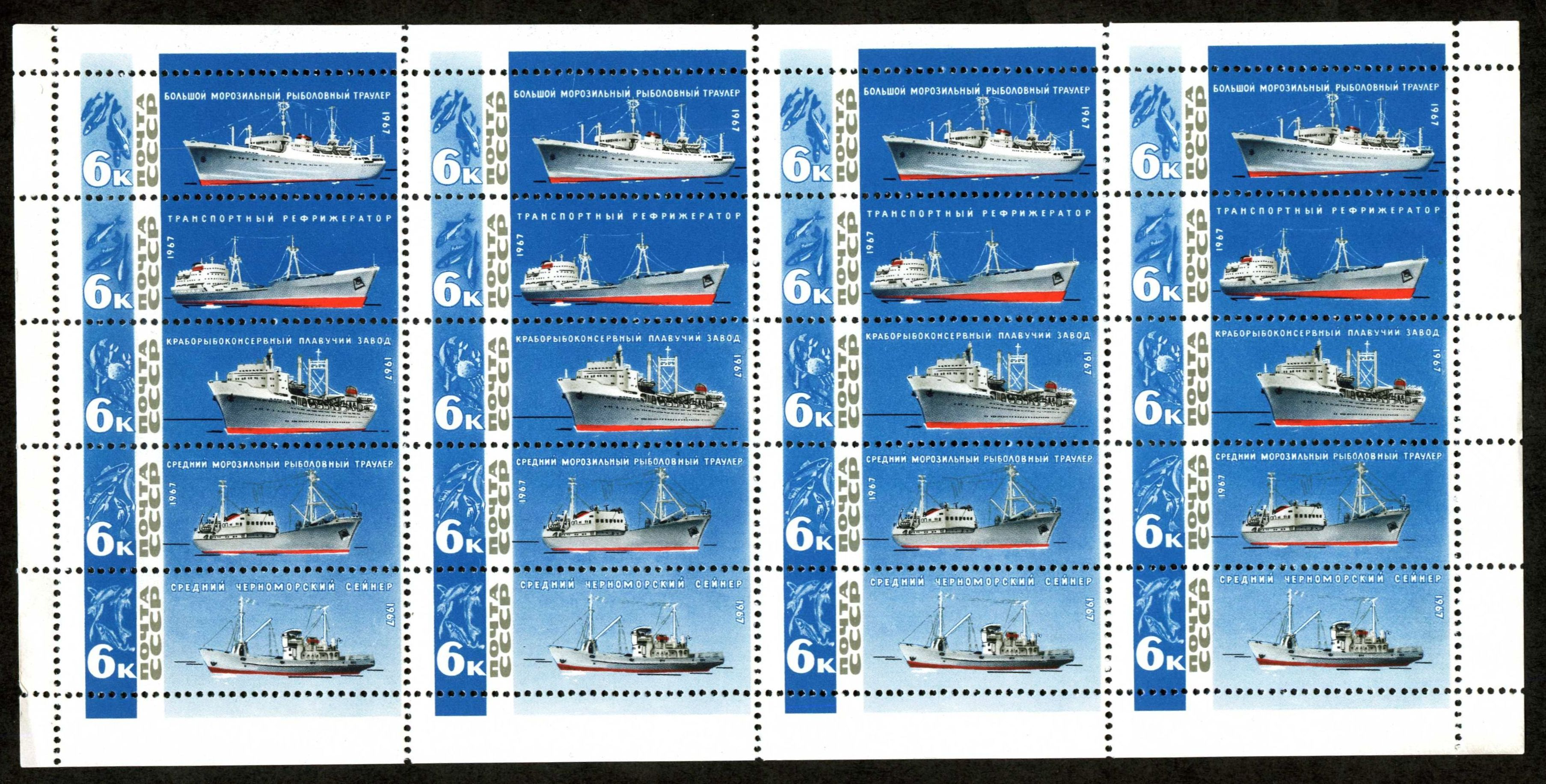
Arkusik znaczków radzieckich z 1967 r.

Arkusik – forma wydawnicza znaczków pocztowych, zawierająca do 16 znaczków identycznych lub różnych, ale nie mniej niż 5 identycznych. Często występuje z przywieszkami lub marginesami z napisami okolicznościowymi.